# Mutinerie d'Invergordon
La mutinerie d'Invergordon est un mouvement social lancé dans la Royal Navy en septembre 1931. 

## Déroulement
À la suite de la Grande Dépression, le gouvernement britannique lance des coupes budgétaires, et les soldes des marins sont diminuées. Du 15 au 16 septembre, environ un millier de marins de l'Atlantic Fleet, basés à Invergordon, se mutinent et refusent d'exécuter les ordres qui leur sont donnés en signe de protestation. Après quelques concessions de la part du gouvernement à la suite des négociations menées par l'amiral Wilfred Tomkinson (en), tout rentre dans l'ordre : quelques centaines de marins sont chassés de la marine et les agitateurs sont emprisonnés.
La mutinerie provoqua une panique à la Bourse de Londres et une ruée sur la livre, mettant à son paroxysme les problèmes économiques de la Grande-Bretagne et la forçant à quitter l’étalon-or le 21 septembre 1931.